# Голенькая
Голенькая — река в России, протекает в Саратовской области. Левый приток реки Большая Чалыкла.

## География и гидрология
Длина реки — 42 километра, площадь водосборного бассейна — 544 км². Впадает в Большую Чалыклу в 58 километрах от её устья.
Основной приток — Кривая Отнога (левый, в 20 км от устья).

## Данные водного реестра
По данным государственного водного реестра России относится к Нижневолжскому бассейновому округу, водохозяйственный участок реки — Большой Иргиз от истока до Сулакского гидроузла. Речной бассейн реки — Волга от верхнего Куйбышевского водохранилища до впадения в Каспий.
Код объекта в государственном водном реестре — 11010001612112100009995.